# Koncentrationssvårigheter
Koncentrationssvårigheter innebär en tillfälligt eller permanent nedsatt koncentrationsförmåga.
Kroniska koncentrationsvårigheter är utmärkande för skallskador, mani, neurasteni, samt ADHD. När man talar om koncentrationssvårigheter är det i allmänhet kroniska koncentrationssvårigheter man menar.
Tillfälliga koncentrationssvårigheter kan uppkomma av till exempel stress, sömnbrist, näringsbrist eller förälskelser. 

## Klinisk diagnostik
En av de mest använda modellerna för att utvärdera uppmärksamhet hos patienter med mycket olika neurologiska patologier är modellen av Solberg och Mateer. Denna hierarkiska modell är baserad på återställning av uppmärksamhetsprocesser hos patienter med hjärnskador efter koma. Modellen beskriver fem olika typer av aktiviteter med ökande komplexitet; de är relaterade till de aktiviteter som dessa patienter skulle kunna utföra i takt med att återhämtningsprocessen fortskrider.
- Fokuserad uppmärksamhet: förmågan att reagera diskret på specifika sensoriska stimuli.
- Uthållig uppmärksamhet (vaksamhet och koncentration): förmågan att upprätthålla en konsekvent beteendereaktion under kontinuerlig och upprepad aktivitet.
- Selektiv uppmärksamhet: förmågan att upprätthålla en beteendemässig eller kognitiv inställning i närvaro av distraherande eller konkurrerande stimuli. Det inkluderar därför begreppet "frihet från distraktion".
- Växlande uppmärksamhet: förmågan till mental flexibilitet, vilket möjliggör för människor att skifta fokus och växla mellan uppgifter som kräver olika kognitiva ansträngningar.
- Delad uppmärksamhet: förmågan att svara på flera uppgifter eller krav från flera uppgifter samtidigt.

## Uppmärksamhetsbrist
Attention deficit hyperactivity disorder (ADHD) är en neurodevelopmental störning som kännetecknas av symptom på ouppmärksamhet, hyperaktivitet, impulsivitet och emotionell dysreglering som är överdrivna och allomfattande, vilket stör funktionen i olika sammanhang och inte motsvarar utvecklingsnivån. ADHD-symptom uppstår på grund av störning av exekutiva funktioner.
Även om ADHD innebär en brist på konstant uppmärksamhet till uppgifter, kan en brist på hämmare också leda till svårigheter att avbryta ett redan pågående beteendemönster, vilket manifesterar sig i fortsatt aktivitet trots en förändrad kontext i vilken personen ämnar avsluta dessa aktiviteter. Detta symptom är vardagligt känt som hyperfokus och är associerat med risker som beroende och typer av olagligt beteende.